# Dohrniphora modesta
Dohrniphora modesta är en tvåvingeart som beskrevs av Ronald Henry Lambert Disney och Mikhailovskaya 2000. Dohrniphora modesta ingår i släktet Dohrniphora och familjen puckelflugor. Inga underarter finns listade i Catalogue of Life.